# Saurothera merlini
Saurothera merlini é uma espécie de ave da família Cuculidae.
Pode ser encontrada nos seguintes países: Bahamas, Cuba e Turks e Caicos.
Os seus habitats naturais são: florestas secas tropicais ou subtropicais , florestas subtropicais ou tropicais húmidas de baixa altitude, regiões subtropicais ou tropicais húmidas de alta altitude e florestas secundárias altamente degradadas.